# Очоджі
Очоджі (рум. Ociogi) — село у повіті Олт в Румунії. Входить до складу комуни Бринковень.
Село розташоване на відстані 139 км на захід від Бухареста, 12 км на південь від Слатіни, 42 км на схід від Крайови.

## Населення
За даними перепису населення 2002 року у селі проживали 716 осіб, усі — румуни. Усі жителі села рідною мовою назвали румунську.